# Emanuel Mendel Baumgarten

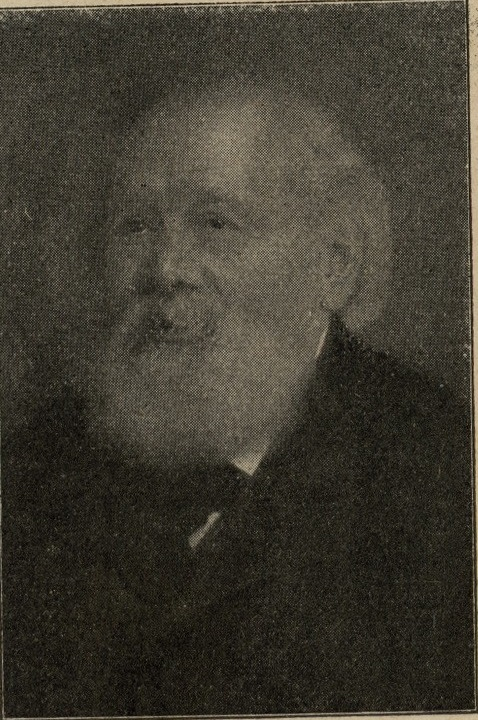
Emanuel Baumgarten

Emanuel Mendel Baumgarten (geboren 15. Januar 1828 in Kremsier, Markgrafschaft Mähren, Kaisertum Österreich; gestorben 20. Mai 1908 in Wien, Österreich-Ungarn) war ein österreichisch-ungarischer Schriftsteller, Journalist und Hebraist sowie Kommunalpolitiker in Wien.

## Leben
Baumgarten war ein Spross einer jüdischen Familie von Talmudgelehrten aus Mähren. Dort besuchte er eine Jeschiwa und säkulare Schulen. Er studierte Ökonomie in Pressburg, ehe er 1848 an die Universität Wien wechselte. Während er eine Karriere als Geschäftsmann und Privatlehrer in bedeutenden Familien beschritt, begann er sich journalistisch und literarisch zu betätigen, indem er in Wien für verschiedene politische und jüdische Blätter schrieb. Er war Mitherausgeber der Wirtschaftszeitung Der Fortschritt und des jüdischen Monatsblatts Beth ha-Midrash (1865/1866). 
1861 wurde er als einer der ersten Juden Mitglied des Wiener Stadtrats. Auch ließ er sich 1872 in die israelitische Kultusgemeinde Wiens wählen und fungierte 1870 als Obmann des Bethausvorstandes. Er wurde ferner Mitglied des Bezirksschulrates der Stadt Wien und des k.k. niederösterreichischen Landesschulrates. 1866 engagierte er sich für Verwundete aus dem Deutschen Krieg. 1873 gehörte er zu den Gründern und zum Vorstand der Israelitischen Allianz, die Flüchtlingen aus Russland und Rumänien half, 1893 zu den Gründern der Israelitisch-theologischen Lehranstalt Wien. Neben den Tätigkeiten als Vorstandsmitglied wissenschaftlicher und humanitärer Gesellschaften war er Mitglied des Wiener Journalisten- und Schriftstellerverein „Concordia“ des Deutschen Schriftstellerverbandes. Obwohl kein Zionist, unterstützte er doch die Idee des jüdischen Publizisten Jehiel Brill (1836–1886) einer jüdischen Kolonisation in Palästina.  

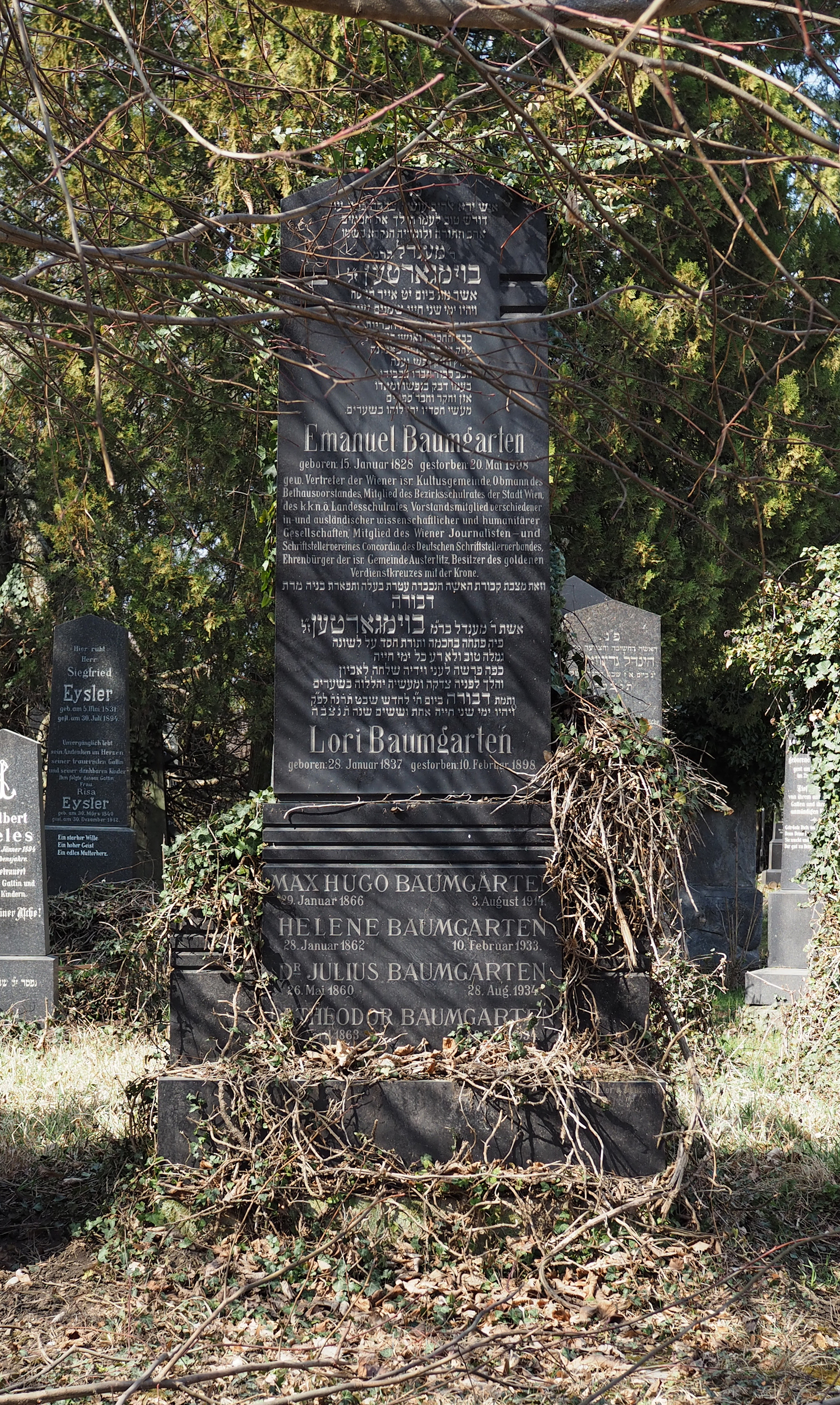
Grabstätte der Familie Baumgarten auf dem Wiener Zentralfriedhof

Die israelitische Gemeinde von Austerlitz ernannt ihn zum Ehrenbürger. Österreich-Ungarn verlieh ihm wegen seiner Verdienste um die Pflege der Verwundeten im Feldzug 1866 das Goldene Verdienstkreuzes mit der Krone. Er erhielt ein Ehrengrab auf dem Wiener Zentralfriedhof.

## Schriften (Auswahl)
- als Übersetzer (erste Übersetzung ins Deutsche): Bachja ibn Pakuda: Chobot ha-l’baboth. Lehrbuch der Herzenspflichten. Zur Veredelung der religiösen und sittlichen Denk- und Handlungsweise. Schmidbauer und Holzwarth, Wien 1853 (Digitalisat).
- Ruth. Ein episch-lyrisches Gedicht in vier Gesängen. Herzfeld & Bauer, Wien 1865 (Google Books).
- Einige Worte über den Weinhandel und die Weincultur in Österreich. Von einem Weinschätzmeister. Verlag der liter.-artist. Anstalt von C. Dittmarsch, Wien 1866 (Google Books).
- als Herausgeber: Blutbeschuldigung gegen die Juden. Von christlicher Seite beurtheilt. Steyrermühl, Wien 1883 (Digitalisat).
- als Herausgeber: Karl Fischer (1757–1844): Gutmeinung über den Talmud der Hebräer. Hölder, Wien 1883 (Digitalisat).
- als Herausgeber: Abraham Broda Leipniker (1690–1774): Abraham ben Mordechai’s Denkwürdigkeiten der Synagoge von Aussee. ‚Megillat Sedarim‘. 1895.
- als Herausgeber: Benjamin Israel Fraenkel: Yeshu’at Yisrael. 1898.
- Maria Theresia’s Ernennungsdekret für den Mährischen Landesrabbiner Gerson Chajes. 1899.
- Zur Mährisch Ausseer Affaire. In: Marcus Brann, Ferdinand Rosenthal (Hrsg.): Gedenkbuch zur Erinnerung an David Kaufmann. Schles. Verlags-Anstalt v. S. Schottlaender, Breslau 1900, S. 506 ff. (Digitalisat).
- Die Juden in Steiermark. Eine historische Skizze. Löwit, Wien 1903 (Digitalisat).